# Municipalità locale di Makado
Makado è una municipalità locale (in inglese Makado Local Municipality) appartenente alla municipalità distrettuale di Vhembe della provincia del Limpopo in Sudafrica.
Il suo territorio si estende su una superficie di 8.527 km² ed è suddiviso in 37 circoscrizioni elettorali (wards). Il suo codice di distretto è LIM344.

## Geografia fisica

### Confini
La municipalità locale di Makado confina a nord con quella di Musina,a est con quelle di Mutale e Thulamela, a sudest con quelle di Greater Giyani e
Greater Letaba (Mopani), a sudovest con quella di Molemole (Capricorn) e a ovest con quella di Blouberg (Capricorn).

### Città e Comuni
- Bandelierkop
- Bandur
- Blouhaak
- Borchers
- Bungeni
- Buysdorp
- Carlow
- Davhana
- Dzanani
- Elim
- Funyufunyu
- Ha-Mogoro
- Hlanganani
- Khomanani
- Kutama
- Levubu
- Madombidzha
- Madzivhandila
- Maelula
- Magadani
- Louis Trichardt (ex Makhado)
- Makushu
- Mara
- Maranikhwe
- Masakona
- Mashamba
- Mashau
- Masia
- Mkhensani
- Mudimeli
- Muila
- Mukhari
- Mulambilu
- Mulima
- Ndouvhada
- Nesengani
- Nthabalala
- Oorwinning
- Rabali
- Ramalamula
- Ratombo
- Ribungwani
- Rungulani
- Sending
- Sinthumule
- Soutpansberg
- Tiyani
- Tshakhuma
- Tshikota
- Tshimbupfe
- Tshiovhe
- Vivo
- Vleifontein
- Vuwani
- Waterpoort
- Wyllie's Poort

### Fiumi
- Brak (fiume)
- Hout
- Klein Letaba
- Luvuvhu
- Mutamba
- Sand
- Sandsloot
- Soeketse

### Dighe
- Albasini Dam
- Mzhelele Dam
- Spies Dam
- Vergenoeg Plaas Dam